# Catarina Furtado
Catarina Furtado (ur. 25 sierpnia 1972 w Lizbonie) – portugalska aktorka oraz prezenterka telewizyjna.

## Kariera

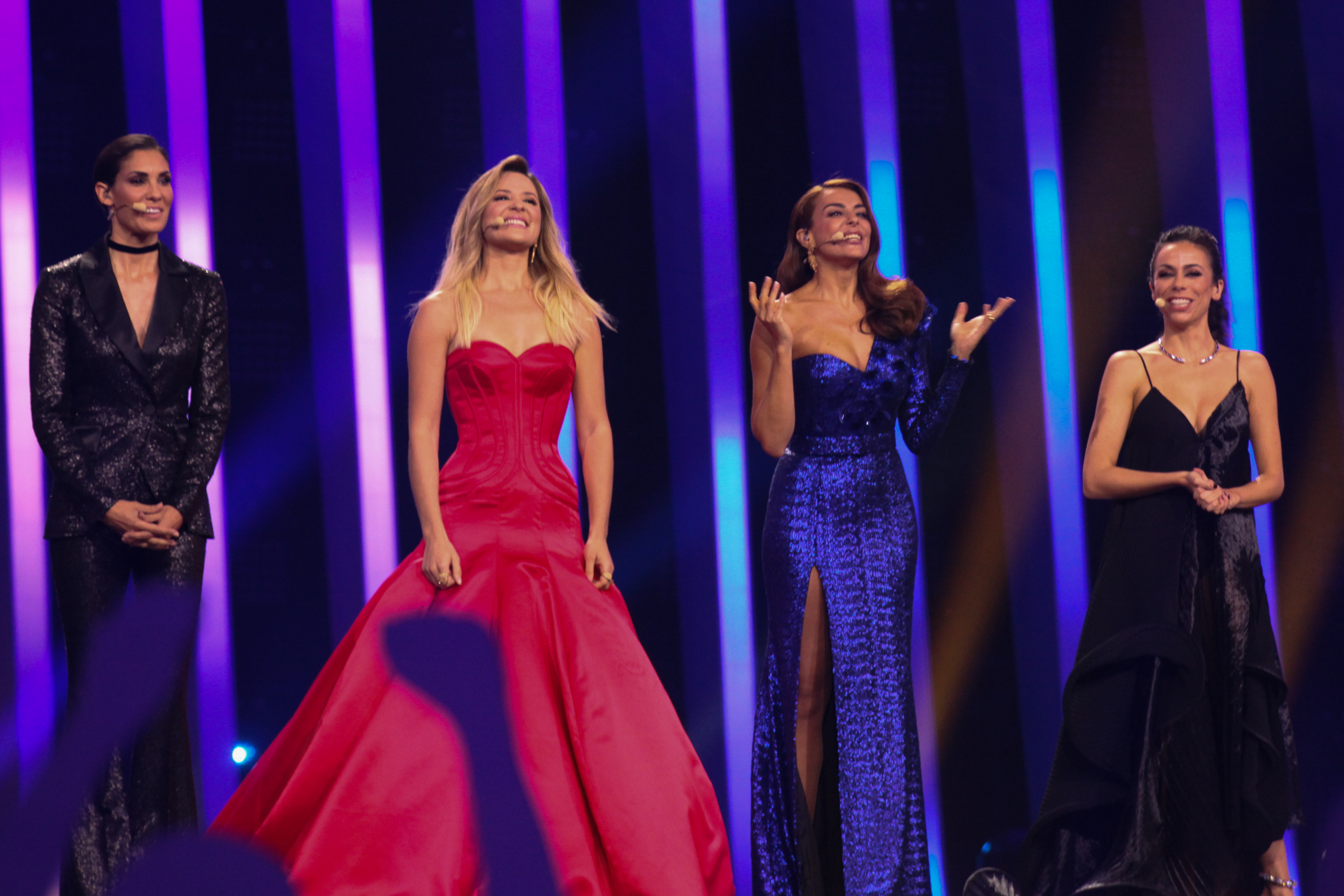
Prowadzące 63. Konkursu Piosenki Eurowizji

Catarina swoją karierę filmową rozpoczęła w wieku 19 lat, gdy zadebiutowała jako aktorka w dramacie wojennym Non, ou a Vã Glória de Mandar, wyreżyserowanym przez Manoela de Oliveira. Niedługo po udanym debiucie, zaczęła występować również w telewizji. W trakcie swojej kariery pracowała dla stacji telewizyjnych SIC i RTP, a także radiowych Rádio Comercial oraz RDP Antena 3. Od początku związana była z programami o tematyce muzycznej. Od 1991 roku prowadziła program TopMais, jednak ogólnokrajową sławę przyniosło jej dopiero popularne pasmo Chuva de Estrelas, którego gospodarzem została w 1993 roku. W 2001 roku została ambasadorem dobrej woli UNICEF. Cztery lata później na antenie RTP rozpoczęto nadanie programu Por um Mundo Melhor, dokumentującego jej działania na polu społecznym. W 2018 roku, wraz z Sílvią Alberto, Danielą Ruah i Filomeną Cautelą, poprowadziła 63. Konkurs Piosenki Eurowizji organizowany w Lizbonie.

## Życie prywatne
Uczęszczała do szkoły tanecznej Conservatório Nacional. W latach 1995–1997 studiowała dziennikarstwo oraz aktorstwo w londyńskiej International School of Acting. Jej mężem jest portugalski aktor João Reis. Para posiada dwójkę dzieci, córkę Marię Beatriz (ur. 2006) oraz syna João Marię (ur. 2007).

## Filmografia
- 1990: Non, ou a Vã Glória de Mandar
- 1994: O Assassino da Voz Meiga
- 1995: Amor & Alquimia
- 1997: Fatima jako Margarida
- 1997: Drinking & Bleeding jako Anna
- 1998: Longe da Vista jako pensjonariuszka
- 1998: Sweet Nightmare jako Carolina
- 1998: Siamese Cop jako Rosa
- 1998: O Anjo da Guarda jako tancerka
- 2000: Cruzamentos jako Sara
- 2000: Jornalistas jako Diana Silvestre
- 2000: O Lampião da Estrela jako Cristina
- 2000: A Noiva jako Laura
- 2000: Uma Aventura jako Matilde
- 2001: Teorema de Pitágoras jako Rute
- 2001: Ganância jako Isabel Melo Gomes
- 2004: Maria E as Outras jako Maria
- 2004: A Ferreirinha jako Ana Plácido
- 2005: Love Online jako Laura
- 2010: Cidade Despida jako Ana Belmonte
- 2011: Liberdade 21 jako Serena
- 2014: Os Filhos do Rock jako Isabel
- 2018: Linhas de Sangue jako Lia Barbosa